# Spencer Knight
Spencer Knight (Darien, Connecticut, 19 de abril de 2001) es un jugador profesional estadounidense de hockey sobre hielo que se desempeña en la posición de guardameta en Florida Panthers, equipo de la National Hockey League (NHL).

## Carrera
Fue seleccionado en la primera ronda en la NHL Entry Draft de 2019. En 2020 hizo su debut profesional con el equipo Florida Panthers, donde lleva jugando tres temporadas.